# Por la mañana
Por la mañana va ser un programa magazín de televisió, presentat i dirigit per Jesús Hermida i emès per La 1 de Televisió espanyola entre el 6 d'abril de 1987 i juliol de 1989.

## Presentadors

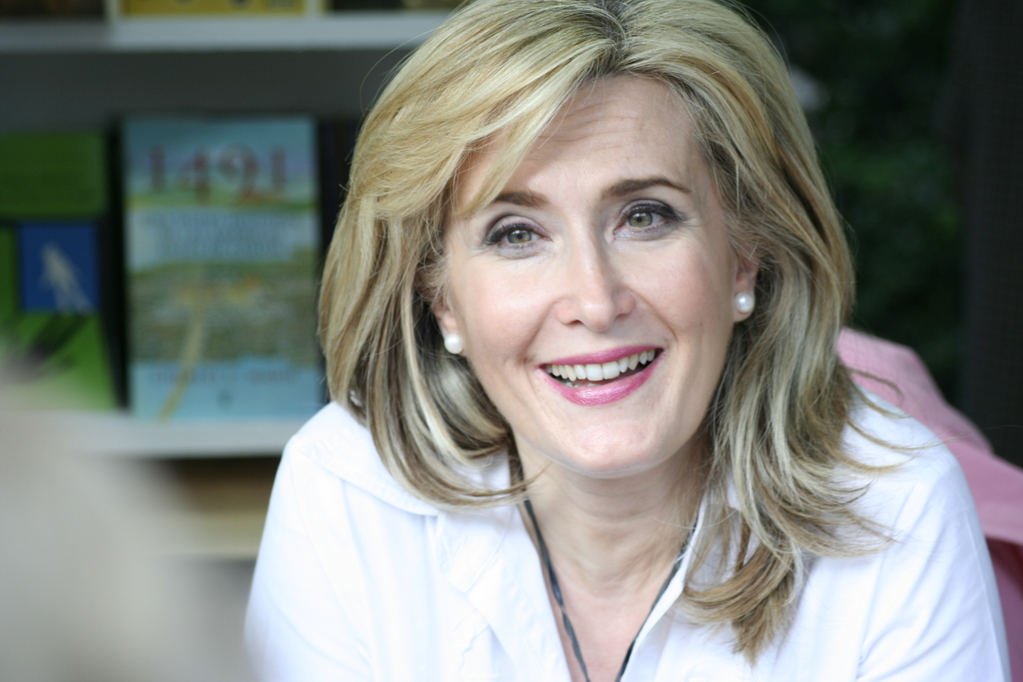
Nieves Herrero

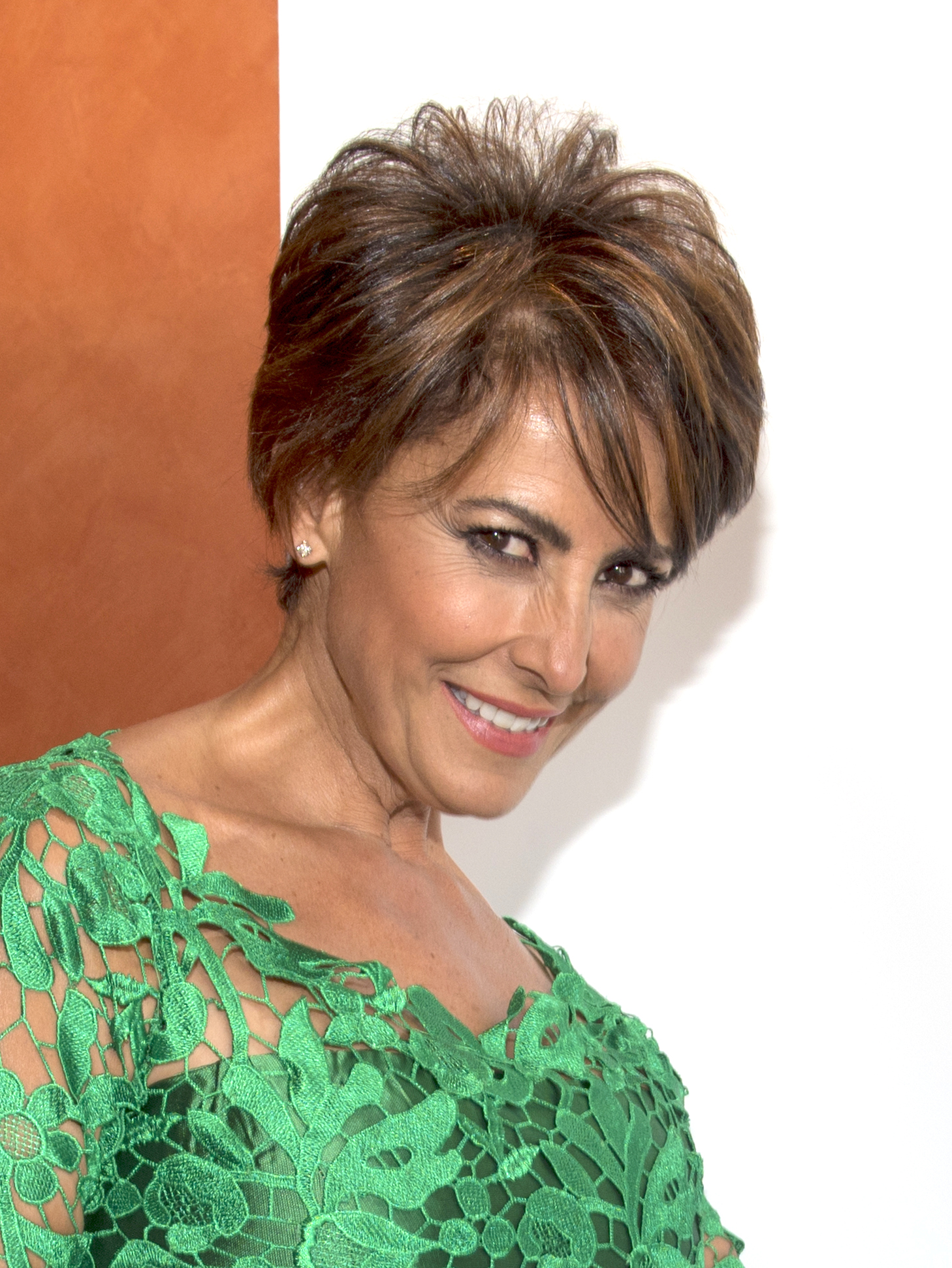
Irma Soriano

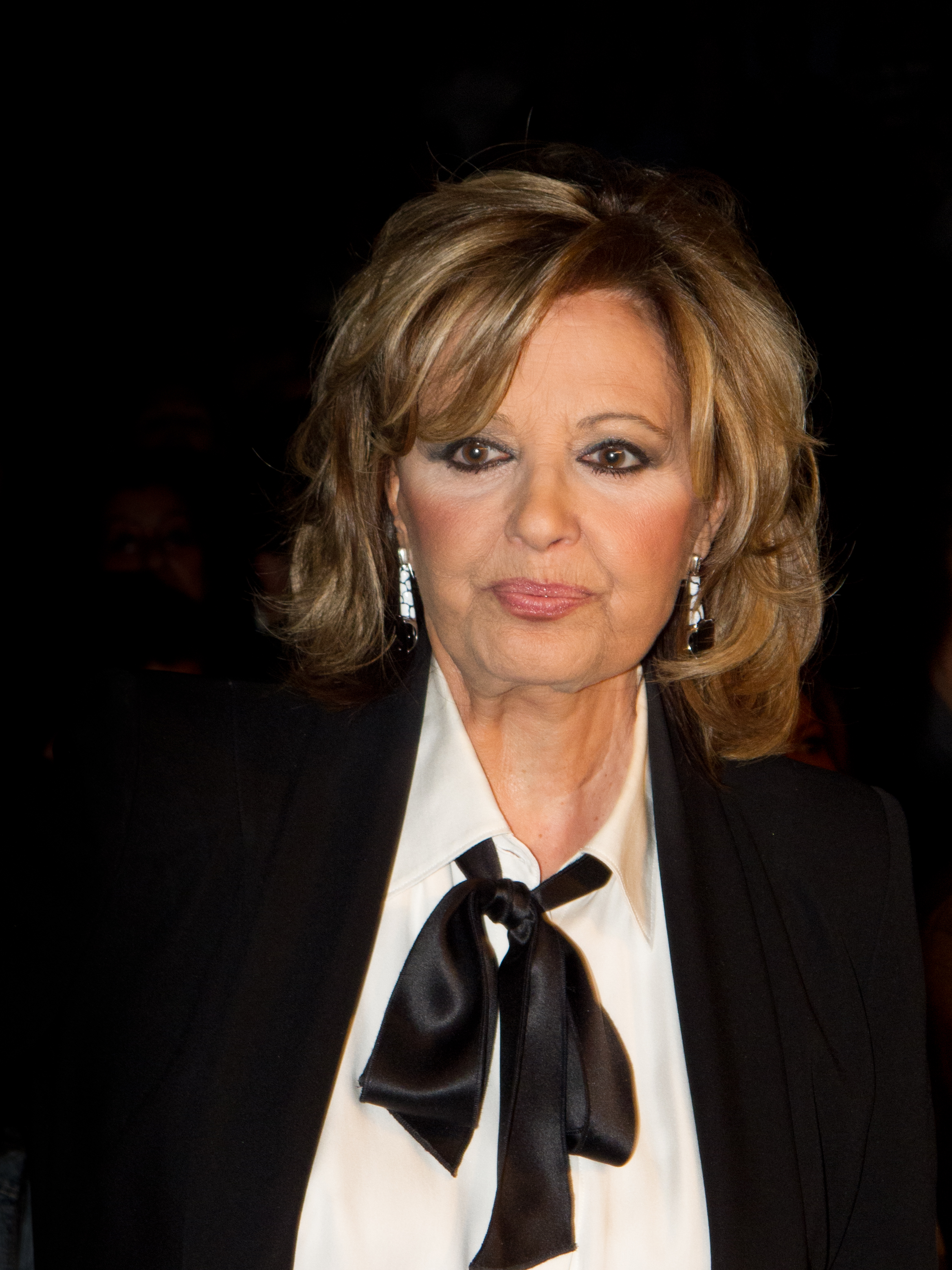
María Teresa Campos

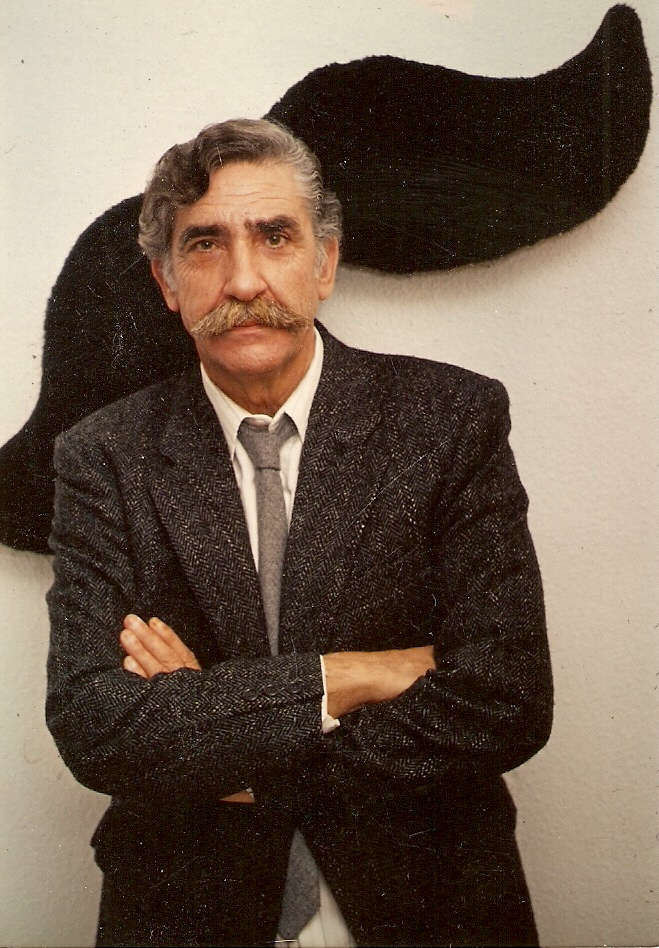
Javier Basilio

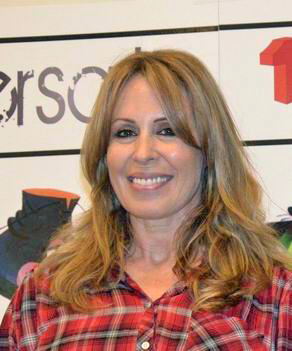
Miriam Díaz-Aroca

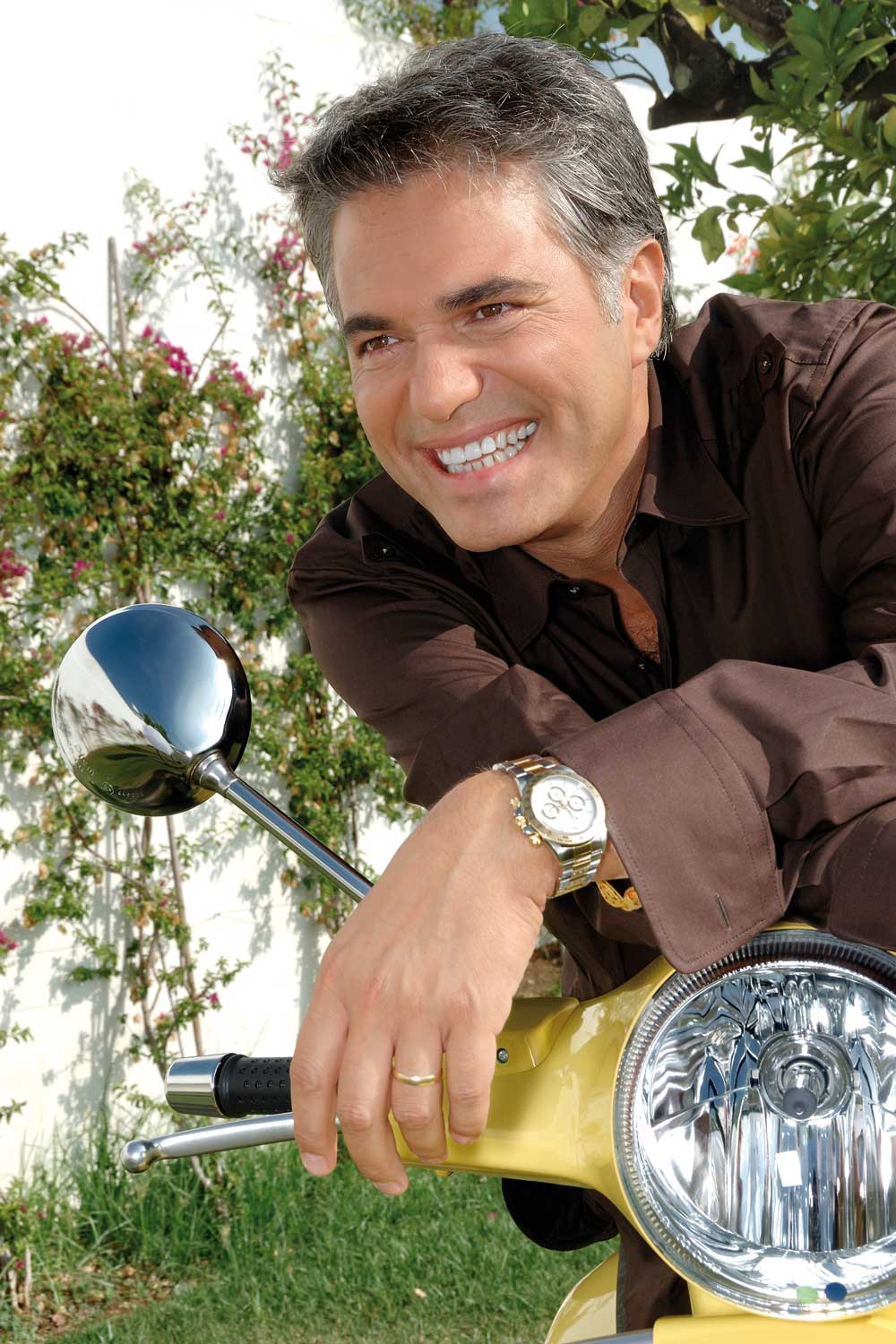
Agustín Bravo

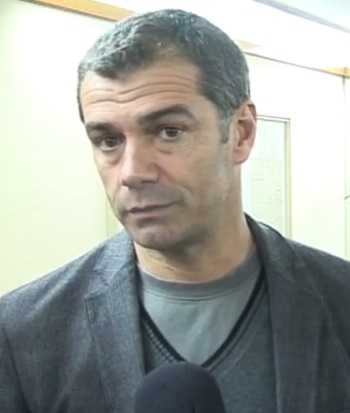
Toni Cantó

Hermida es va envoltar de joves col·laboradors per a conduir l'espai, que es va convertir en una veritable pedrera de futurs professionals de la televisió a Espanya; professionals el primer contacte dels quals amb el mitjà va ser precisament a través d'aquest programa. Noms com Nieves Herrero, Irma Soriano, Consuelo Berlanga o Miriam Díaz-Aroca desenvoluparien al llarg de la dècada següent sòlides carreres professionals en el panorama televisiu espanyol. Tal profusió de joves talents va servir per a encunyar l'expressió Noies Hermida, per a referir-se a aquelles professionals de la televisió que van tenir la seva primera oportunitat en la pantalla petita de la mà del veterà periodista.
Cas a part van ser María Teresa Campos i Javier Basilio. Campos, periodista de llarga trajectòria en ràdio i que ja havia fet incursions en televisió, per exemple, en el programa La Tarde el 1985. No obstant això, la seva notorietat com a personatge públic no havia passat de la discreció fins al seu pas per l'espai de Hermida, que va augmentar la seva popularitat i el reconeixement professional a la seva labor, la qual cosa va aprofitar per a consolidar-se com una de les grans estrelles de la televisió a Espanya en la dècada dels noranta.
Per part seva, Basilio s'havia dedicat durant dècades a missions de reporter per a espais informatius com Informe semanal, en nombroses ocasions a risc de la seva pròpia vida en zones de conflicte internacional. Malgrat això, l'explosió de popularitat, en els seus últims anys de vida, la hi deu al personatge de Don Basilio, un subjecte rondinaire i malhumorat, amb clares reminiscències al Don Cicuta del Un, dos, tres... responda otra vez, en el mini-concurs El bote de Don Basilio.
Altres rostres coneguts que en un moment o un altre van col·laborar en l'espai van ser:
- Patricia Ballestero
- Agustín Bravo (1988-1989)
- Toni Cantó (1988)
- Curro Castillo (1987-1989)
- María Pau Domínguez (1989)
- Elena Markínez (1987)
- Verónica Mengod (1987)
- Maite Pascual (1987-1988)
- Leticia Sabater (1988-1989)
- Emilio Varela (Don Emilio, el pianista)
- Pepe Plana (el jardiner, 1987)

## Format
Tan sols un any després del començament d'emissions en horari matinal per la llavors única cadena de televisió existent a Espanya, Pilar Miró, en aquell temps Directora General de RTVE va encarregar al prestigiós periodista Hermida que posés en marxa un format de magazine per a cobrir la programació de nou a tretze hores de dilluns a divendres.
Hermida, professional de llarga trajectòria com a corresponsal de TVE als Estats Units, coneixia en profunditat la forma de fer televisió de les cadenes nord-americanes i va importar la fórmula, nova en Espanya, de realitzar un espai contenidor en el qual tinguessin cabuda entrevistes, concursos, actuacions musicals, debats, sèries, humor i informació.
Existia algun precedent en la TV pública espanyola com els programes Siempre en domingo (1972) o Tarde para todos (1972-1973). Però es tractava d'espais pensats per a la tarda dels diumenges i per tant, dissenyats des de diferent perspectiva i amb un públic objectiu diferent. L'horari matinal de dilluns a divendres tenia com a espectadors potencials les mestresses de casa (en una època en la qual la incorporació de la dona al treball era àdhuc incipient) i els jubilats.
L'espai es va estrenar incloent dues sèries de televisió que van garantir la fidelitat de l'audiència: S'estrenava el serial mexicà Los ricos también lloran, amb Verónica Castro i es reposava la popular sèrie estataunidenca Dynasty.
En aquesta primera temporada, l'esquema del programa va ser el següent:
- 9.00 - 9.30 - Introducció a càrrec de Hermida; el tema del dia, el personatge favorit del dia.
- 9.30 - 10.00 - Los ricos también lloran.
- 10.00 - 10.30 - Notícies; debat, entrevista, consultori.
- 10.30 - 11.00 - Reportatge; curs d'anglès Follow me.
- 11.00 - 11.30 - Concurs.
- 11.30 - 12.30 - Hombre rico, hombre pobre // Dinastía.
- 12.30 - 13.00 - Tertúlia.

### Seccions
- Apueste por una: Mini-debat sobre temes d'actualitat entre María Teresa Campos i Patrícia Ballester, seguint l'esquema que venia utilitzant Campos a la ràdio des d'un parell d'anys abans. Amb posterioritat el públic des de les seves cases, i mitjançant trucades telefòniques, votava en favor dels arguments de l'una o l'altra.
- El carro de la compra: oncurs presentat per Irma Soriano. els participants havien d'encistellar una sèrie d'objectes en un carro de compra a manera de vídeo-joc, obtenint punts en funció de la categoria de l'objecte.
- El bote de Don Basilio: Concurs conduït per Javier Basilio, acompanyat en una primera etapa per Miriam Díaz Aroca i en l'última temporada per Leticia Sabater, que reprenia el tradicional joc de la ruleta.[5]

## Repercussions
El programa va estar absolutament marcat per la personalitat del seu director i presentador, la seva personalíssima forma de dirigise a la cambra i d'interactuar amb els seus companys. Després de la cancel·lació de Por la mañana, Hermida mva mantenir aquest estil de magazine - i a alguns dels seus col·laboradors - en altres programes posteriors, que van respondre gairebé íntegrament al projecte original: A mi manera (1989-1990), a TVE o El programa de Hermida (1991-1992) a Antena 3.
D'altra banda, en tractar-se del primer magazine matinal de la història de la televisió a Espanya, va ser pioner en una fórmula en anys posteriors repetida fins a l'avorriment. Els intents inicials de reproduir amb èxit la fórmula van recaure en els qui havien estat col·laboradores de Hermida a Por la mañana. I d'elles, la més avantatjada de les alumnes va ser María Teresa Campos, que va liderar l'audiència de la programació matinal durant els anys noranta primer amb Pasa la vida (1991-1996) a TVE i després amb Día a día (1996-2004) a Telecinco. Però també Nieves Herrero amb De tú a tú (1990-1993) i Consuelo Berlanga amb Tan contentos (1991). Més tard triomfarien Ana Rosa Quintana i Concha García Campoy mantenint sempre elements de l'esperit d'aquest programa pioner o Inés Ballester amb un espai que fins i tot va reproduir el nom de l'original: Por la mañana (2002-2007).

## Premis
Jesús Hermida va rebre els premis TP d'Or al Millor Presentador, Antena de Oro i Víctor de la Serna tots ells corresponents a 1987 per la seva labor al capdavant del programa.